# Sergio Cataño
Sergio Cataño Vergara (nacido el 18 de mayo de 1959) Actor y director de escena de teatro y televisión. Ha trabajado para los productores Angelli Nesma desde 2004 hasta 2022, con Juan Osorio y Roberto Hernández y debutó con Carlos Sotomayor a finales de los 90 y con la productora Lucero Suárez 2020. Ha actuado en más de 20 obras de teatro producidas por la UNAM Y INBAL. Ha ganado diferentes premios y becas. Ha hecho radio en el NRM y Radio UNAM. Ha dirigido 22 proyectos de televisión. Es padre del actor Diego Cataño.

## Trayectoria

### Dirección de escena
- Amada enemiga (1997)
- La mentira (1998)
- Infierno en el paraíso (1999)
- El derecho de nacer (2001)
- Segunda parte de Salomé (2001-2002)
- Velo de novia (2003)
- Corazones al límite (2004)
- Segunda parte de Apuesta por un amor (2004-2005)
- Heridas de amor (2006)
- Segunda parte de Amar sin límites (2006-2007)
- Al diablo con los guapos (2007-2008)
- Un gancho al corazón (2008-2009)
- Llena de amor (2010-2011)
- Abismo de pasión (2012)
- Lo que la vida me robó (2013-2014)
- Que te perdone Dios (2015)
- Amor de barrio (2015)
- Tres veces Ana (2016)
- Me declaro culpable (2017-2018)
- Te doy la vida (2020)
- Amor dividido (2022)
- La madrastra (2022)
- Tu vida es mi vida (2024)

## Premios y nominaciones

### Premios ACE New York 1999
| Categoría      | Telenovela | Resultado |
| -------------- | ---------- | --------- |
| Mejor director | La mentira | Ganador   |

### Premios TVyNovelas
| Año  | Categoría                 | Telenovela          | Resultado |
| ---- | ------------------------- | ------------------- | --------- |
| 2007 | Mejor dirección de escena | Heridas de amor     | Nominado  |
| 2013 | Mejor dirección de escena | Abismo de pasión    | Nominado  |
| 2017 | Mejor dirección de escena | Tres veces Ana      | Nominado  |
| 2018 | Mejor dirección de escena | Me declaro culpable | Nominado  |